# Wilhelm Stemmermann
Wilhelm Stemmermann (* 23. Oktober 1888 in Rastatt, Großherzogtum Baden; † 18. Februar 1944 bei Tscherkassy gefallen) war ein deutscher Offizier, zuletzt General der Artillerie im Zweiten Weltkrieg.

## Leben

### Frühe Militärkarriere
Er trat am 26. Juni 1908 als Fahnenjunker in das Badische Fußartillerie-Regiment Nr. 14 ein. Stemmermann nahm als Offizier am Ersten Weltkrieg teil. Nach dem Krieg wurde er in die Reichswehr übernommen.
Am 1. März 1936 wurde er zum Oberst befördert. Am 1. Oktober 1937 war er zum Generalstabschef des XIII. Armeekorps ernannt worden und stieg am 1. August 1939 zum Generalmajor auf.

### Im Zweiten Weltkrieg
Im September 1939 zu Beginn des Zweiten Weltkrieges verblieb er in seiner alten Position als Generalstabsoffizier und nahm am Überfall auf Polen teil. Auch im Westfeldzug ab Mai 1940 blieb er als Generalstabschef des XIII. Armeekorps eingesetzt. Im Januar 1941 übernahm er die Führung der neuaufgestellten 296. Infanterie-Division. Im Juni 1941 nahmen seine Truppen im Verband des IV. Armeekorps während des Unternehmens Barbarossa im Raum Rawa Ruska an den Angriffen der 17. Armee in Richtung auf Lemberg teil. Am 1. August 1941 wurde er zum Generalleutnant befördert und im Januar 1942 infolge einer Verwundung in Führerreserve versetzt.
Beförderungen
- 26. Juni 1908 Fahnenjunker
- 1. März 1936 Oberst
- 1. März 1939 Generalmajor (Ernennung)
- 1. August 1941 Generalleutnant
- 1. Dezember 1942 General der Artillerie

Seit 1. Dezember 1942 zum General der Artillerie aufgestiegen, wurde er am 5. Dezember 1943 zum Kommandierenden General des XI. Armeekorps ernannt. Im Januar 1944 wurden große Teile der 8. Armee durch die Rote Armee im Raum Korsun zum Dnjepr abgedrängt. Stemmermann übernahm im Kessel von Tscherkassy als ranghöchster Offizier das Kommando der eingeschlossenen Truppen. Er fiel am 18. Februar 1944 beim Ausbruchsversuch, ihm wurde posthum das Eichenlaub zum Ritterkreuz des Eisernen Kreuzes verliehen.
Einige persönliche Gegenstände des Wilhelm Stemmermann sind Exponate im Museum zum Kessel von Korsun.

## Auszeichnungen
- Eisernes Kreuz (1914) II. und I. Klasse
- Verwundetenabzeichen (1918) in Schwarz
- Spange zum Eisernen Kreuz II. und I. Klasse
- Verwundetenabzeichen (1939) in Silber
- Deutsches Kreuz in Gold am 21. August 1942
- Ritterkreuz des Eisernen Kreuzes mit Eichenlaub[2]
  - Ritterkreuz am 7. Februar 1944
  - Eichenlaub am 18. Februar 1944 (399. Verleihung)